# Moca cyclostoma
Moca cyclostoma är en fjärilsart som beskrevs av Edward Meyrick 1906. Moca cyclostoma ingår i släktet Moca och familjen Immidae. Inga underarter finns listade i Catalogue of Life.